# Grace Tsitsi Mutandirová
Grace Tsitsi Mutandirová je diplomatka ze Zimbabwe a komisařka Komise pro veřejnou službu. Byla velvyslankyní v Rakousku, přičemž byla souběžně jmenována také do role velvyslankyně v Česku a na Slovensku a byla stálou zástupkyní Zimbabwe v Mezinárodní agentuře pro atomovou energii (MAAE), Organizaci spojených národů pro zločin a drogy (UNODC), Organizaci spojených národů pro průmyslový rozvoj (UNIDO) a Přípravné komisi pro Organizaci smlouvy o všeobecném zákazu jaderných zkoušek (CTBTO).
Mutandirová získala v roce 1979 titul Bachelor of Administration na Univerzitě Rhodesie, nyní známé jako Zimbabwská univerzita, a v roce 2002 titul Bachelor of Laws na Jihoafrické univerzitě.